# Henri Mille
Henri Denis Mille, né le 5 mai 1837 à Saint-Saturnin-lès-Apt dans le Vaucluse et mort le 12 novembre 1904 à Apt, est un officier français d'origine modeste devenu Général dans l'Armée française et Grand Officier de la Légion d'Honneur sous la Troisième République.

## Biographie

### Origine et formation

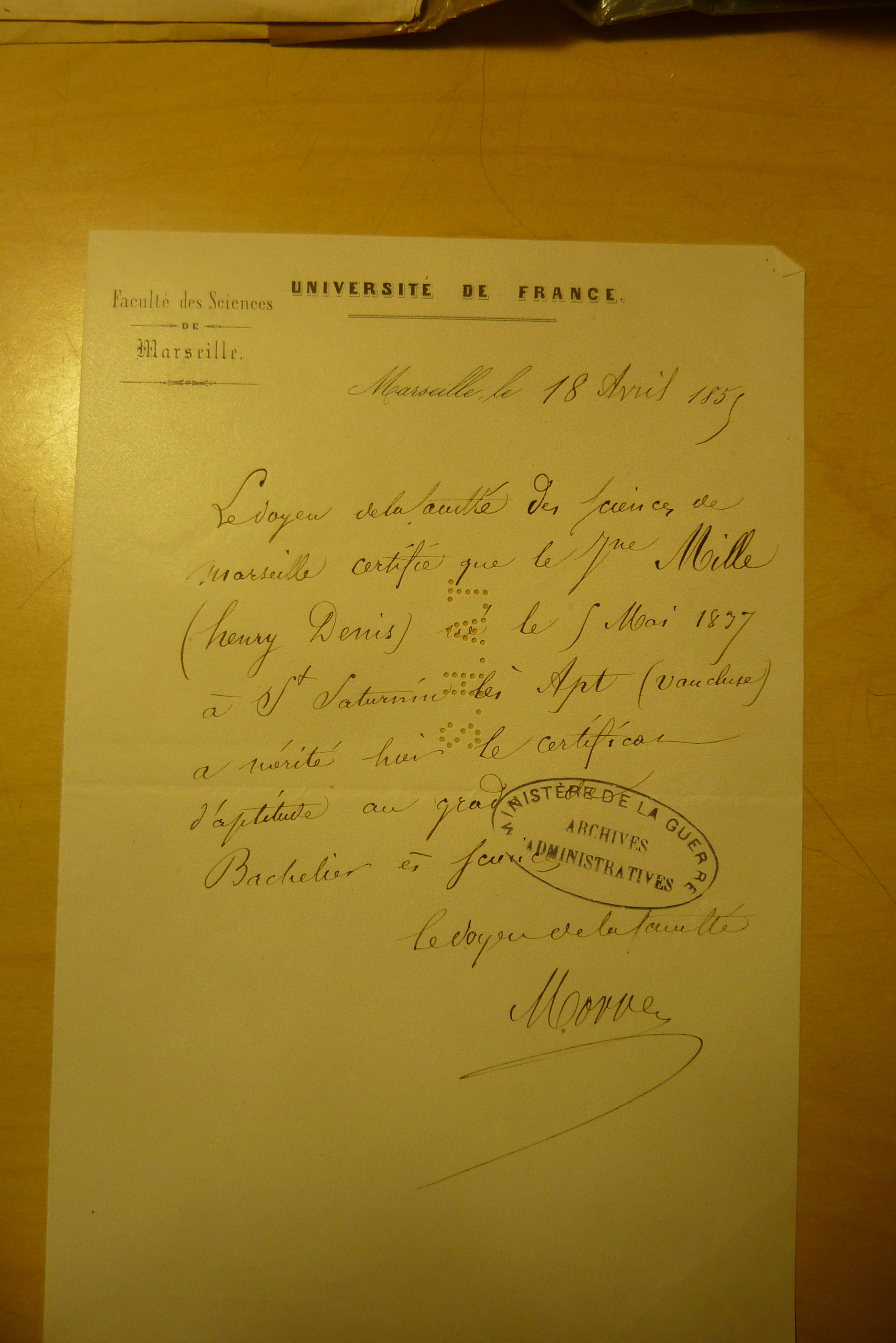

La famille Mille est connue dans le pays d’Apt depuis le XVIIe siècle. Camille, père du futur général, est un artisan « fabricant de drap » à Saint-Saturnin-lès-Apt, dans le Luberon où il cultive également quelques arpents de vignes et d'oliviers à l'instar de nombreux artisans tisserands de la région sous la monarchie de Juillet. Henri Mille naît au 19, rue de l’Horloge à Saint-Saturnin le 5 mars 1837. Élève dans l'école du village (tenue par les frères maristes), puis au petit séminaire d'Avignon, au collège de Carpentras, et enfin grâce à une bourse obtenue sur concours, au lycée impérial de Marseille : ses bulletins mentionnent un élève appliqué, sérieux plutôt que brillant, discipliné et bien à l’aise dans ce cadre[réf. nécessaire]. Sa famille, catholique aux penchants bonapartistes, engagée dans la vie politique locale, l’encourage et le soutient : baccalauréat scientifique, classes préparatoires, concours d’accès à l’ESM de Saint-Cyr en 1855 ; reçu dans un rang modeste, il prend un engagement volontaire décrit par lui comme une vocation et une ambition.

### Début de carrière
[style à revoir]
Henri Mille a effectué au début de sa carrière deux ans d’école militaire, avec en fond de tableau la campagne de Crimée (1853-56). Lors de ses deux années, il a pratiqué des exercices militaires au-jour-le-jour, les sorties parisiennes de temps en temps[Interprétation personnelle ?], tout en ayant l'aide financière de la famille[pertinence contestée]. Sorti sous-lieutenant dans un bon rang, il est affecté au 1er RTA à Mostaganem : c’est la voie « coloniale », une promesse de découvertes, d’exploits et de promotions[style à revoir]. Le général de Mac Mahon vient de maîtriser la révolte kabyle dans le massif du Djurdjura[style à revoir]: l’heure est au quadrillage militaire et à l’accompagnement de la mise en valeur agricole dans le centre et l’ouest de l'Algérie[pertinence contestée]. Mille est en poste à Geryville, Laghouat et Mascara. Les missions et les chevauchées s’enchaînent mais l’avancement tarde, malgré les démarches de son père. Il faut l’affaire de 1864 – la colonne « Beauprète » est décimée par un groupe rebelle – pour que le jeune officier, engagé dans la répression, gagne son 2e puis son 3e galon en 1868.

### La guerre de 1870
Lors de la guerre avec la Guerre franco-allemande de 1870, Mille est rappelé en France, d’abord dans l’Armée de la Loire avec le général d'Aurelles de Paladine, puis dans l’Armée de l'Est, commandée par le général Bourbaki, qui échoue devant Belfort avant d'être désarmé avec ses troupes à la frontière suisse. Mille, alors jeune chef de bataillon, est interné quelques semaines à Lucerne, jusqu’à son « rachat » par le gouvernement d'Adolphe Thiers après l’armistice.

### Retour en Algérie
Mille revient en pleine nouvelle révolte kabyle : le djihad proclamé par El Mokrani mobilise plusieurs centaines de milliers de combattants et enflamme tout le centre et l’est du pays. L'intervention militaire est lourde, dès la fin de la Commune de Paris, pour réduire la rébellion ; le commandant Mille, assiégé un mois durant avec son bataillon du 1er Zouaves dans la place de Cherchell, y gagne sa Légion d’honneur en 1872. Puis, pendant quatre ans, il s’efforce de rétablir routes, écoles, tribunaux et dispensaires, dans le nouveau cadre départemental mis en place par le gouvernement de la Troisième République, tout en facilitant l’implantation des colons (alsaciens entre autres) dans ce secteur fertile de la plaine de la Mitidja.

### Garnison en France
Mille est nommé en 1875 à Marseille, toujours comme chef de bataillon. C'est la vie de caserne entrecoupée de manœuvres tandis qu'il s'insère progressivement dans la bonne société bourgeoise de la ville : il songe à « s’établir » et envisage un beau mariage; mais des malentendus et les exigences des familles en matière de dot font avorter le projet et il y coupe court en acceptant un commandement en Corse, bientôt honoré d’une cinquième barrette.

### Campagne de Tunisie
Le Traité du Bardo (mars 1881) a établi en Tunisie le régime du « Protectorat », consacrant une forte emprise politique et économique de la France sur le pays. Des révoltes éclatent dans le centre et le sud du pays, des conscrits « indigènes » désertent : une colonne de renfort de 1700 hommes débarque à Gabès en juillet 1881 sous le commandement du lieutenant-colonel Mille. Raids contre les rebelles, construction de fortins, destruction de villages hostiles, puis à partir de l’hiver 1881- 82, dans le cadre de la « colonne Janais », réorganisation de toute la région sous administration militaire. Le Bey de Tunis décore Henri Denis Mille de l’ordre du Nichan Iftikar.

### Pompier à Paris
Fin 1882, à sa demande, il est nommé commandant en second du Régiment des Pompiers de Paris. Bon organisateur, il introduit quelques innovations techniques (grande échelle, tuyaux en caoutchouc) et paie de sa personne au cours de quelques sinistres spectaculaires (dont celui de la Rue Parmentier en juillet 1884) : il y reçoit la Médaille d’Or des Pompiers.*

### Retour dans le Midi de la France
Promu colonel (1885), puis général (1890), Mille obtient des commandements de plus en plus larges dans la 24e subdivision, basée à Toulouse, jusqu’à en prendre la direction avec sa troisième étoile (1895)** et sa promotion au rang de Grand Officier de la Légion d’Honneur. Résidant dans la Ville Rose, accueilli dans une vieille famille locale, il finit par y trouver la femme de sa vie, Jeanne Cantareuil, devenue veuve à la mort de son époux. Admis à prendre sa retraite en 1902, il a alors 65 ans, il se retire avec elle dans son Luberon natal.

### Retraite

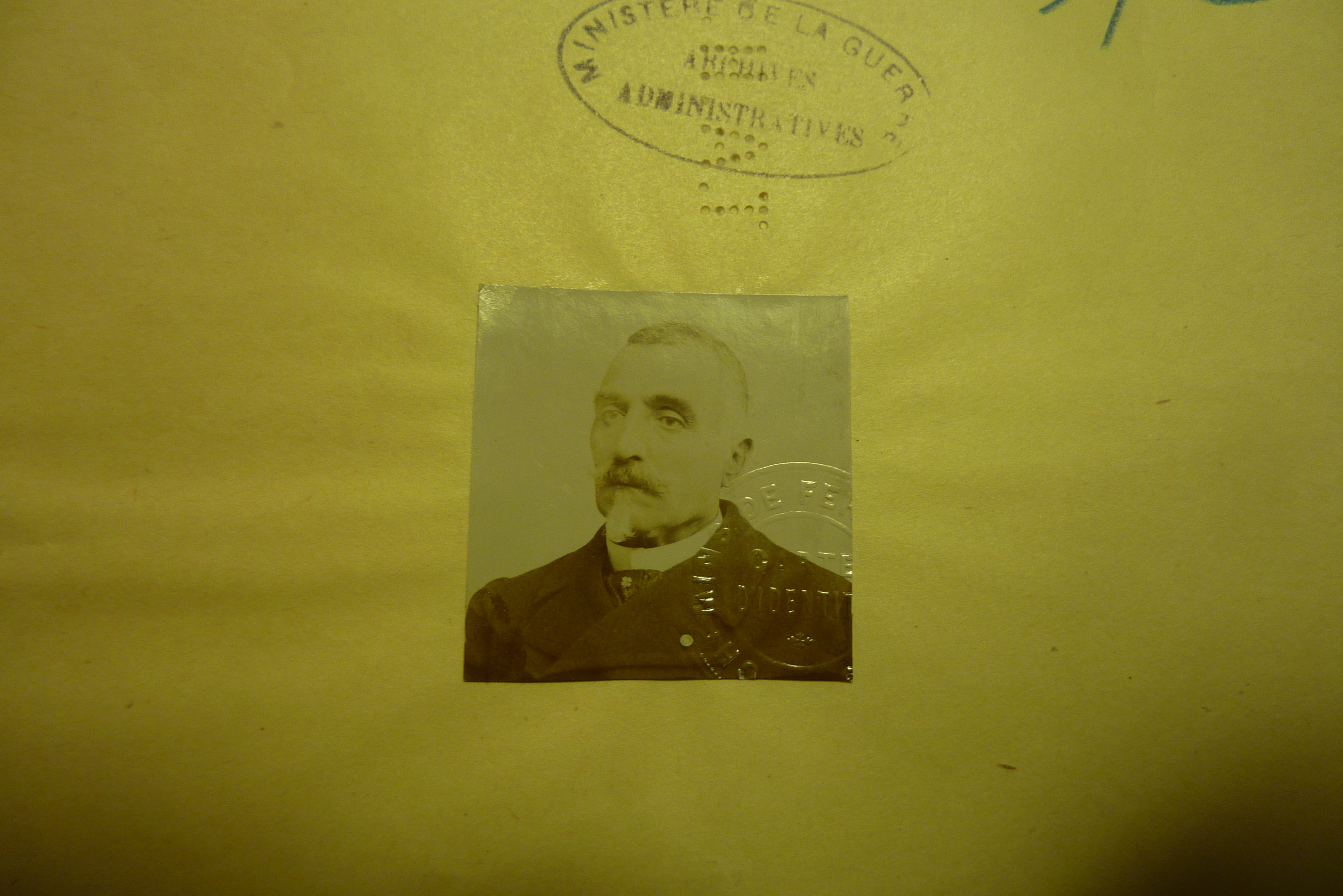

En 1896, lors d'une mise en disponibilité temporaire, il revient quelques mois dans son village natal, Saint Saturnin les Apt, accueilli avec enthousiasme. Dès 1900, en prévision de sa retraite, il y acquiert un grand terrain et lancé la construction d’une belle maison de maître, portant en façade la reproduction de sa Légion d’Honneur et de ses trois étoiles. Mais depuis deux ans il souffre de troubles digestifs, malgré plusieurs cures à Vichy. À l’été 1902, versé dans la Réserve, il s’installe à Apt pour s’y faire soigner, en attendant l’achèvement de la « Villa Mille » toujours en construction. Il n’y résidera que quelques semaines, avant de mourir à Apt le 12 novembre 1904.

## Commandements
- 1857 : sous lieutenant au 2e RTA à Mostaganem
- 1864 : lieutenant au 2e RTA
- 1868 : capitaine au 2e RTA
- 1871 (janvier) chef de bataillon au 1er régiment de zouaves (Armée de l'Est)
- 1871 : (mars) 1er Zouaves à Coléah (Alger)
- 1875 : 45e Régiment de ligne à Givet puis 55e Régiment d’Infanterie (Marseille, puis Bastia)
- 1880 : lieutenant-colonel
- 1881 : chef de la « colonne Mille » dans le Sud Tunisien, puis « commandant d’armes » à Ras el Oued-Gabès
- 1882 : adjoint au colonel commandant les pompiers de Paris
- 1885 : colonel au 83e régiment d'infanterie à Toulouse
- 1890 : général de brigade, commandant la 67e brigade
- 1895 : général de division
- 1897 : commandant de la 24e division d’infanterie à Périgueux (en résidence à Toulouse)[7],[3]

## Décorations
- Légion d’honneur : chevalier (1872), officier (1882), commandeur (1893), grand officier (1900)
- Ordre du Nichan Iftikar : commandeur (1884)
- Médaille d'or des Pompiers de Paris (1885)[3]